# 낚시

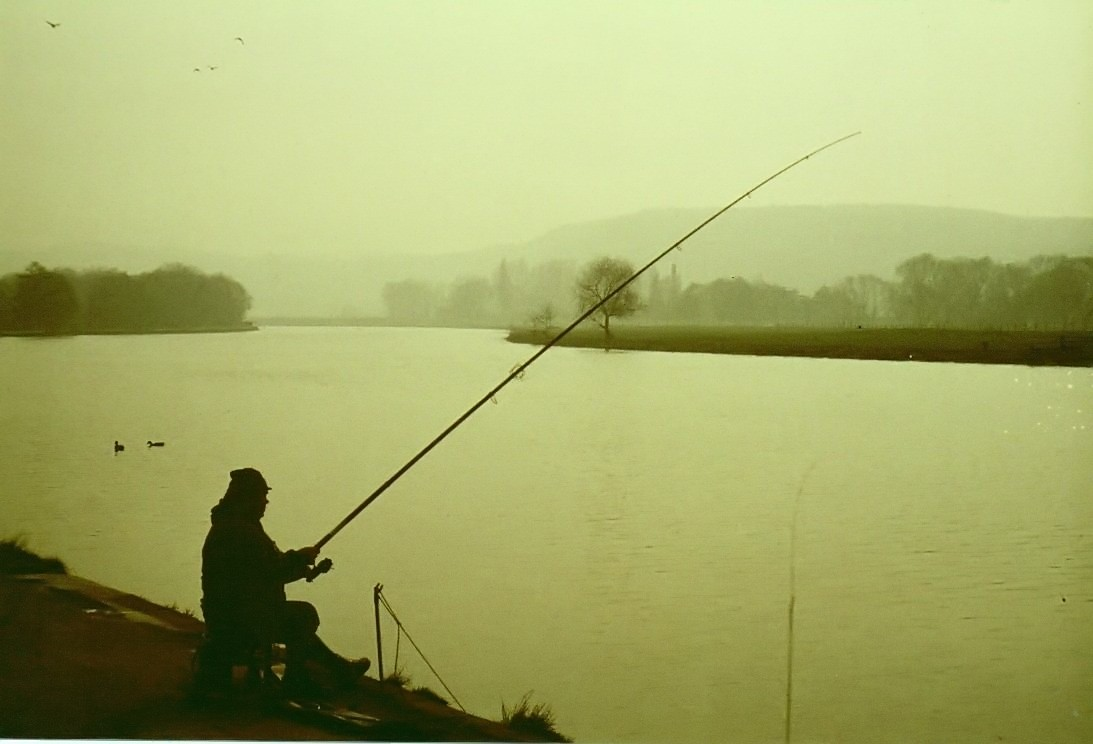
낚시하는 모습

낚시의 픽토그램.

낚시(영어: fishing)는 낚싯대를 이용하여 물고기를 낚싯바늘에 걸어 올리는 어로행위다.

## 준비물
낚시를 하는 경우 물에 빠지는 위기에 대비해서 구명조끼를 착용한다. 넓은 의미로 낚시는 낚시 여행이나 낚시 캠핑을 포함한다. 이런 경우 준비물의 숫자와 범위는 광범위하다. 그러나, 가장 좁은 의미로 낚시 준비물은 낚싯바늘과 낚싯줄이 가장 기본이다. 낚싯대, 릴 등의 장비와 낚싯바늘, 찌, 봉돌(추), 도래, 목줄 등의 채비로 나눈다. 또한, 새우, 지렁이, 웜과 같이 낚싯바늘에 꿰어 다는 것을 미끼라고 하며 고기 떼를 유도하기 위해 주변에 흩뿌리는 것을 밑밥이라고 부른다. 낚시를 하러 가는 장소 또는 대상 어종에 따라서 준비물은 천차만별로 나눈다.

## 바다낚시
바다낚시는 배를 타고 가까운 바다 또는 먼 바다로 나가서 하는 선상낚시, 배에서 내려 갯바위 위에서 하는 갯바위낚시 그리고 바닷가나 해상의 방파제 위에서 하는 방파제 낚시 등 모든 바다어종을 잡는 행위를 일컫는다.
- 방파제 낚시=말 그대로 방파제에서 낚시를 하는 것을 말한다.
- 갯바위 낚시=말 그대로 갯바위에서 낚시를 하는 것을 말한다.
- 선상낚시=선박 위에서 하는 낚시를 말한다.

## 역사

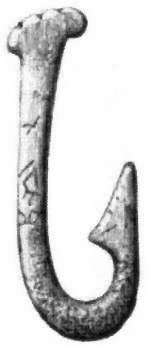
석기 시대의 뼈로 만든 낚시바늘

낚시 역사는 적어도 4만 년 전 구석기 시대로 거슬러 올라간다. 패총 등의 유적은 고대인들 생존에 해산물이 중요했고, 또한 대량으로 소비했다고 알려 준다. 이 시기 거의 대부분 사람들은 사냥과 채집을 위주로 한 생활 방식이었고, 필연적으로 항상 이동해야 했다. 어쨌든, 초기의 정착 생활은 항상 주요 식량원으로 물고기를 잡았다.

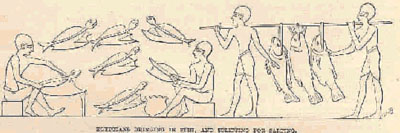
이집트인들이 생선을 운반하여 소금에 절이기 위해 손질하고 있다.

고대의 나일강은 물고기로 가득했다. 신선하거나 말려진 물고기들은 이들 주민의 주요 식량이었다.
이집트인들은 고기를 잡는 도구와 방법을 알았고, 이는 무덤의 벽화나 그림, 파피루스 문서에 그렸다. 그림 중에는 놀이로서 낚시를 하는 모습도 있다. 인도 타밀족 고대 왕국인 판드야는 기원전 1세기에도 진주 조개 잡이가 있었다.

## 낚시의 종류
낚시는 장소에 따라 민물낚시와 바다낚시로 나누며, 방법에 따라서 대낚시, 릴낚시, 견지낚시로 나눈다.
민물낚시는 호수나 강, 저수지 등에서 붕어, 잉어 또는 은어 등 민물고기를 잡는 것이며, 바다낚시는 배를 타고 가까운 바다 또는 먼바다로 나가 고기를 낚거나 갯바위에서 우럭, 도미, 농어, 도다리 등을 잡는 낚시를 말한다.
대낚시는 낚싯대에 낚싯줄을 매달고 그 끝에 낚싯바늘을 달아 물 속에 드리워 물고기를 잡는 것이고, 릴낚시는 낚싯줄을 감고 풀 수 있도록 만든 장치인 릴(reel)을 낚싯대 밑에 달고 바늘을 바다 멀리 던져 고기를 잡는 낚시이다. 견지낚시는 얼레와 같은 기구를 이용하여 낚싯줄을 감았다 늦추었다 하면서 고기를 잡는 낚시이다.
루어낚시는 루어(lure)라는 가짜 미끼를 이용하여 낚시를 한다. 강계나 저수지, 댐, 방파제, 보트, 바다의 갯바위 등에서 어식어류를 낚는다.
플라이낚시는 루어낚시의 일종으로 플라이(Fly)라는 털바늘을 이용하여 낚시를 한다. 작은 벌레를 잡아먹고 사는 어류를 주로 낚는다.

## 낚시 용구
낚시 용구에는 여러 가지가 있는데, 낚싯대는 끝으로 갈수록 가늘어지며 유연성이 좋을수록 큰 물고기를 잡는 데 쓰인다. 낚싯줄은 낚싯대의 길이보다 30cm 정도 길이가 긴 나일론 줄을 사용한다. 봉돌은 미끼를 물 속 깊숙이 가라앉히기 위해 낚싯줄에 매다는 추로 무게는 1.8g의 가벼운 것에서부터 1.4kg이 되는 것까지 여러 가지이다. 찌는 봉돌의 무게에 대항해 부력을 갖는 30Cm~1M 정도의 가느다란 표시물로, 물고기가 미끼를 무는 순간 위로 올라가거나 아래로 내려감으로써 물고기의 움직임을 알려주는 도구다. 플라스틱이나 코르크 오동나무 발사 갈대 등과 같이 물에 뜨는 재료로 만들며, 방수성을 좋게 하기 위해 방수 도료로 코팅 처리한다. 낚싯바늘은 어떤 물고기를 잡느냐, 또는 어떤 낚싯대를 사용할 것인가에 따라 다르다.
미끼에는 천연미끼와 인조미끼가 있는데, 살아 있는 작은 물고기가 천연미끼로서 좋고, 그 밖에 죽은 물고기를 잘게 잘라 쓰거나 치즈·물고기알·빵반죽을 사용하기도 한다. 인조미끼는, 천연미끼와 똑같이 생긴 것으로 색깔 또는 디자인이 다양한 것 등 여러 가지이다. 민물낚시이냐, 바다낚시이냐에 따라 미끼가 달라지고, 민물 낚시 중에서도 고요한 물에서 조용히 앉아 즐기는 일반 대낚시와 흐르는 물에서 즐기는 견지낚시, 그리고 저수지나 강에서 물고기들을 홀려 낚는 루어나 플라이낚시 등 채비 종류에 따라 미끼는 다르다. 일반적으로 민물낚시에는 식물성 먹이인 떡밥과 동물성 먹이인 지렁이, 새우 등이 미끼로 쓰인다.
그 외에도 잡은 물고기를 옮길 때 쓰는 통발, 인조미끼나 낚싯바늘 등을 담아두는 도구함, 물고기를 가두어 두는 그물, 낚싯대를 설치하는 받침대, 쓸어서 잡는 족대 등이 있다.

## 낚시 기술
물고기의 습성, 먹이가 많은 장소, 바람의 방향 등을 고려하여 알맞은 장소를 선택하는 일이 가장 중요하다.
바늘을 맬 때는 낚시의 종류, 물고기의 종류, 낚시 장소 등에 따라 낚시바늘의 크기를 선택하여 단단하게 맨다. 찌와 봉돌은 물의 깊이, 낚싯대, 물고기의 종류에 따라 찌(부표)와 봉돌(납덩이)의 크기를 선택한다. 찌가 쓰러지지 않도록 찌와 봉돌의 무게를 조절하는 일이 중요하다.
낚싯대 던지기와 채기는 낚시를 물에 던질 때, 장애물이 많으면 앞던지기를 한다. 장애물이 없을 때는 휘둘러던지기 방법을 이용한다. 채기는 찌가 움직일 때 낚싯대를 올려 채는 동작으로, 정확하게 재빨리 행동해야 한다.

## 나라별 낚시

### 한국
최근 낚시 문화와 그 방법이 다양화되어 지면서, 한국에서의 낚시는 이전의 일부층(중·고령자 층)에 의해 여가에 행해지는 취미적 성향의 활동에서 온 가족이 즐길 수 있는 새로운 레져 문화로 자리 잡아 가고 있는 중이다. 이에 따라서 해마다 낚시인구가 증가되고 그 양상도 조금씩 변화하고 있다. 호수·강변·저수지 등 쉽게 갈 수 있는 곳에서 낚시를 즐겼던 1960년대까지의 현상은 1970년대에 접어들면서 많은 변화를 초래하였다. 경부고속도로를 위시하여 호남·영동·구미 등의 고속도로가 연이어 개통되자 서울을 비롯한 전국의 낚시인구는 급속도로 팽창되었다. 1966년에 불과 30만이었던 낚시인구가 10년이 경과한 1975년말에는 200만이 넘는 것으로 추정되었다. 이와 같은 급속한 낚시 붐은 대도시의 공해에 시달리고 있는 도시인이 가족과 함께 자연에 접하고 싶어하는 욕구와 그것을 가능케 하는 경제력의 향상에 기인한다고 볼 수 있다. 그러나 이러한 낚시인구의 증가도 외국의 낚시인구에 비하면 결코 많은 것은 아니다. 미국에서는 전인구의 20%에 가까운 사람이 낚시를 즐기고 있으며. 이웃 일본에서는 1966년에 전인구의 6%에 해당되는 600만명의 낚시인구를 기록하고 있다. 낚시에는 바다낚시·해변낚시·강변낚시·호소(湖沼)낚시 등 종류가 다양한데, 한국에서도 호소낚시만이 아닌 다양한 종류의 낚시로 변해가고 있다. 몇 년 전만 하여도 미미했던 바다낚시는 날이 갈수록 인기가 높아져서 바다낚시 인구가 계속 상승되었다. 낚시단체로는 '한국낚시 연합회'와 '전국낚시회 연합회', '한국프로낚시연맹', '한국낚시프로협회' 등이 있다. 오늘날의 이런한 인기에 힘입어 현재 낚시전문채널으로 운영되는 한국낚시채널(FTV)과 한국레저낚시방송(FS-TV)이 있다.

## 같이 보기
- 영세어업

## 참고 자료
- 이 문서에는 다음커뮤니케이션(현 카카오)에서 GFDL 또는 CC-SA 라이선스로 배포한 글로벌 세계대백과사전의 내용을 기초로 작성된 글이 포함되어 있습니다.